# Secondo canale (programma televisivo)
(Mina all'inaugurazione del Secondo Canale, frase rievocata nella sigla del programma)
Secondo canale è stato un programma televisivo italiano di genere intrattenimento di Rai 2.
Alla conduzione del programma era stato chiamato inizialmente Dario Salvatori. Si trattava di un varietà analogo a trasmissioni in onda da tempo durante il periodo estivo sulla prima rete RAI (come ad esempio Varietà, Supervarietà e DA DA DA), che riproponevano i programmi storici del canale. Questa trasmissione era invece composta da spezzoni di filmati tratti dagli storici programmi andati in onda sulla seconda rete della televisione pubblica italiana, commentati dalla voce fuori campo di Dario Salvatori che introduceva ogni filmato. In seguito la presenza di Salvatori è stata eliminata ed i filmati si susseguivano senza più alcun commento. Il programma è andato in onda dal 2009, inizialmente nella fascia oraria preserale (19:00-19:30) che occupavano il talent X Factor ed il reality L'isola dei famosi quando erano in onda, mentre nel 2010 il programma era stato trasferito dalla fascia preserale alla fascia notturna.